# Klubbuddsjön
Klubbuddsjön är en sjö i Jokkmokks kommun i Lappland och ingår i Luleälvens huvudavrinningsområde. Sjöns area är 7,629 kvadratkilometer och den är belägen 257,7 meter över havet.
Tillsammans med Vajkijaure, Saskam och Tjeknalis ingår Klubbuddsjön i ett dämningsområde som regleras av en damm vid Akkats kraftstation och vars vattenyta varierar mellan 258 och 260 meter över havet.